# Maďarské kresťanskodemokratické hnutie
Maďarské kresťanskodemokratické hnutie (maďarsky Magyar Kereszténydemokrata Mozgalom, zkratka MKDH, maďarsky MKDM) byla československá a slovenská politická strana, vzniklá roku 1990 jako platforma reprezentující část maďarské etnické menšiny v Československu. Po rozdělení ČSFR působila strana jen na Slovensku a roku 1998 se sloučila do Strany maďarské koalice.

## Dějiny a ideologie
Vznik strany se datuje do ledna 1990, kdy krátce po sametové revoluci založila skupina katolických maďarských intelektuálů samostatnou politickou platformu. Prvním předsedou hnutí se stal Kálmán Janics, od roku 1991 stál v čele MKDH Béla Bugár. Ideologicky šlo o stranu obhajoby menšinových etnických zájmů s prvky národního a křesťanského demokratismu a konzervativních hodnot se sociálním akcentem. Vznik MKDH probíhal paralelně s ustavením dalšího převážně maďarského politického hnutí Együttélés (Spolužitie). Obě tyto nové formace upřednostňovaly samostatnou politickou aktivitu maďarské menšiny a v tom se odlišovaly od koncepce, kterou vyznávala Maďarská nezávislá iniciativa, vázaná na hnutí Verejnosť proti násiliu.
Ve volbách v roce 1990 a opětovně v roce 1992 uzavřelo MKDH koalici s hnutím Együttélés (v roce 1992 ke koalici navíc přistoupila i formace Maďarská ľudová strana, která se toho roku oddělila od MKDH) a získalo mandáty v Slovenské národní radě i v obou komorách Federálního shromáždění. V roce 1992 se počet členů MKDH uváděl na cca 8000.
Po zániku Československa působilo MKDH výlučně na Slovensku (již předtím ale volební zisky koalice MKDH-Együttélés v českých zemích byly zanedbatelné). V slovenských parlamentních volbách roku 1994 utvořilo MKDH a další maďarské politické formace střechovou platformu Maďarská koalícia, která získala 10,18 % hlasů a 17 mandátů v Národní radě SR. V roku 1998 splynulo MKDH s dalšími politickými stranami maďarské menšiny trvale do Strany maďarské koalice, nyní již nikoliv jen ad hoc volební koalice ale permanentní politické strany.

## Volební výsledky
1990 (v koalici s Együttélés)
- Volby do České národní rady 1990 - nekandidovala
- Volby do Slovenské národní rady 1990 - 8,66 % hlasů, 14 mandátů
- Volby do Sněmovny lidu Federálního shromáždění 1990 - na Slovensku 8,6 % hlasů, 5 mandátů, v Česku 0,08 % hlasů a 0 mandátů
- Volby do Sněmovny národů Federálního shromáždění 1990 - na Slovensku 8,49 % hlasů, 7 mandátů, v Česku nekandidovala

1992 (v koalici s Együttélés a MĽS)
- Volby do České národní rady 1992 - nekandidovala
- Volby do Slovenské národní rady 1992 - 7,42 % hlasů, 14 mandátů
- Volby do Sněmovny lidu Federálního shromáždění 1992 - na Slovensku 7,37 % hlasů, 5 mandátů, v Česku 0,07 % hlasů a 0 mandátů
- Volby do Sněmovny národů Federálního shromáždění 1992 - na Slovensku 7,39 % hlasů, 7 mandátů, v Česku 0,06 % hlasů a 0 mandátů

1994 (v koalici Maďarská koalícia)
- Parlamentní volby na Slovensku 1994 - 10,18 % hlasů, 17 mandátů